# Хорнзёммерн
Хорнзёммерн (нем. Hornsömmern) — община в Германии, в земле Тюрингия. 
Входит в состав района Унструт-Хайних. Подчиняется управлению Бад Теннштедт.  Население составляет 140 человек (на 31 декабря 2010 года). Занимает площадь 4,28 км².